# أودجانو لا كييزا
أودجانو لا كييزا (بالإيطالية: Uggiano la Chiesa)‏ هي بلدية في مقاطعة ليتشي في إقليم بوليا الإيطالي.

## السكان
في سنة 1861 بلغ عدد السكان 2٬161 نسمة، وتطور العدد ليصل في سنة 2011 لـ 4٬479 نسمة.
يظهر هذا المخطط البياني تطور النمو السكاني لـ أودجانو لا كييزا